# IES Joan Alcover
L'Institut Joan Alcover (o IES Joan Alcover) és un centre que imparteix estudis d'ensenyança secundària obligatòria (ESO) i batxillerat, a més de Formació Professional Bàsica (antics PQPI), a Palma (Illes Balears).

## Història
Es fundà l'any 1942, quan la secció femenina de l'Institut Ramon Llull es transformà en un centre independent, amb seu, però, al mateix edifici de l'institut d'on procedia.
La secció femenina de l'Institut Ramon Llull s'havia creat quan els sublevats contra la II República espanyola prohibiren la coeducació, l'any 1939.
El 1966, l'Institut es mudà a l'edifici de l'antiga escola normal de magisteri primari i escola annexa de pràctiques. Aquest edifici s'havia emprat com a hospital durant la guerra de 1936-1939 i tenia un túnel excavat que passava per davall la plaça de l'Institut Balear i que no portava enlloc, destruït en construir l'aparcament subterrani de la plaça.
Un cop restaurat el sistema democràtic i començat el procés que menà a l'autonomia de les Balears, el curs 1976-1977 l'IES Joan Alcover tornà a la coeducació. Actualment l'edifici, a més dels estudis esmentats, també acull part de les activitats de l'Escola Oficial d'Idiomes de Palma. S'hi imparteixen els estudis de batxillerat tecnològic, el de ciències de la natura i de la salut, i el d'humanitats i ciències socials.
L'IES Joan Alcover fou capdavanter en la reintroducció de l'ensenyament en català, encara que marginal, a l'època franquista. El curs 1959-1960 la catedràtica de francès Aina Moll i Marquès va començar a impartir-ne classes com a matèria voluntària, fora del currículum oficial i sense cap suport econòmic. Aquestes classes continuaren fins que l'idioma s'implantà com a assignatura de manera oficial. L'any 1992, l'Institut va obtenir l'autorització per a usar el català a totes les àrees curriculars.
Han estat professors d'aquests centre que han fet una destacada aportació a la cultura de les Balears i de vegades a tot l'àmbit dels territoris de parla catalana, en la línia del poeta Joan Alcover de qui pren el nom, el filòleg valencià Manuel Sanchis Guarner, que hi ensenyà francès i alemany, la ja esmentada Aina Moll i Marquès, lingüista i sociolingüista; els historiadors Álvaro Santamaría Arández; l'arqueòleg i historiador Guillem Rosselló Bordoy, etc. També ha impartit classes Josep Serra Colomar, pedagog i polític, membre fundador de l'Institut Menorquí d'Estudis.
Per la seva antiguitat, el centre conserva material d'interès per a la història de la ciència i de l'educació, part del qual ha cedit al Museu de l'Educació amb seu a Inca (mobiliari, material didàctic i administratiu), especialment als laboratoris de Ciències Naturals (amb una notable col·lecció natural), al de Física i al de Química.
L'institut ha estat pioner en la introducció de les noves tecnologies a l'ensenyament.

## L'edifici
L'edifici de l'institut es troba entre l'avinguda d'Alemanya, el camí de Jesús i la plaça de l'Institut Balear. Catalogat pel seu valor historicoartístic, es va construir entre els anys 1912 i 1915, seguint el projecte de l'arquitecte madrileny Gómez Acebo, autor del conjunt que forma amb l'Institut Ramon Llull i l'Escola d'Arts Aplicades, en un solar situat aleshores a la perifèria de Palma, on s'acabaven d'enderrocar les muralles. L'obra fou dirigida pels arquitectes mallorquins Jaume Alenyar i Ginard i Josep Alomar i Bosch. Encara que s'hi han fet reformes, com l'afegitó d'una planta al terrat que hi havia entre les torretes de l'ala de la plaça de l'Institut Balear, manté l'estructura original. Cal destacar el rellotge de la façana, en funcionament i de valor històric i tècnic. També és interessant el gimnàs amb coberta amb encavalcament de fusta.
L'estil de l'edifici és eclèctic, amb una façana, a l'avinguda d'Alemanya, d'inspiració barroca, torretes als cantons, que han perdut alçada amb l'afegit esmentat d'una planta al terrat que els separava, volada d'estil regionalista a les torres central i laterals. El tancament amb vidrieres del porticat del pati, a la planta baixa, i la transformació dels seus arcs en obertures quadrades, va fer perdre el caràcter al pati.
Entre les instal·lacions, destaca una gran sala d'actes, que tanca el pati per una banda i que ha estat objecte de diferents millores, com l'ampliació de l'escenari, l'aplanament de la platea i la renovació del sistema de projecció. Actualment a la sala d'actes a duu a terme el projecte ESPAI EL TUB un projecte de suport a la dramatúrgia contemporània.
El rellotge, que continua en funcionament, es troba muntat a la façana principal. L'esfera es pot observar des de l'avinguda d'Alemanya. És possible que aquest rellotge fos fabricat per Gedeon Jobez i importat de França, de la regió de Morez, a Alsàcia, per la casa Girod de Madrid, entre els anys 1914 i 1920.